# Staartwervel
Een staartwervel  of vertebra caudalis is een wervel die deel uitmaakt van de staart van een gewerveld dier. Mensen hebben geen staartwervels, wel een staartbeen. Veel zoogdieren, reptielen en amfibieën daarentegen hebben een staart die langer is dan het lichaam zelf. De vorm van de staartwervels hangt vaak samen met de functie. Krokodilachtigen hebben om zich te beschermen stekelachtige uitsteeksels aan de staartwervels. Hagedissen hebben vaak een vast breekpunt om de staart af te laten breken wanneer deze wordt vastgepakt door een vijand, dat heet autotomie.